# Miran Božovič
Miran Božovič, slovenski filozof , * 12. avgust 1957, Ljubljana.
Predava na Oddelku za filozofijo Filozofske fakultete Univerze v Ljubljani.